# Gloeospermum
Gloeospermum es un género de plantas con flores perteneciente a la familia Violaceae. Comprende 24 especies.

## Especies seleccionadas
- Gloeospermum andinum
- Gloeospermum blakeanum
- Gloeospermum boreale